# Station Wivelsfield
Wivelsfield is een spoorwegstation van National Rail in Burgess Hill, Mid Sussex in Engeland. Het station is eigendom van Network Rail en wordt beheerd door Southern. 